# Castell de les Bons
El Castell de les Bons, també conegut com a Torre dels Moros, és una torre defensiva situada al sector de Les Bons, a la parròquia d'Encamp, a Andorra. Actualment és considerat com un Bé d'Interès Cultural per part del Govern d'Andorra.
És considerat com el segon edifici més important del conjunt de les Bons. Probablement era una torre annexada a una casa forta, de la qual només queden les runes.

## Història
Segons la gent d’abans, quan una cosa era molt antiga i en desconeixien l’origen, es deia que era “del temps dels moros”. D’aquí el seu nom.
És molt possible que l’antiga torre militar dati de la fi del segle XVI com a conseqüència de les incursions dels hugonots a Andorra, encara que no n’hi ha cap constància a la documentació relativa.
La resta de la construcció es troba al costat de l’església de Sant Romà de les Bons, que domina el turó i el pas de la vall cap al nord.
Era una torre habitada i en destaca una pica per rentar els plats, amb obertura exterior. A la torre s’hi podia accedir gràcies a un pont, situat al costat de ponent, del qual només es conserva l’arrencada del primer arc.
Com que la construcció es troba en un sortint de la roca, per poder edificar-la es va haver de fer un gran treball de buidatge i posterior aplanament de la roca, assentant així els fonaments a les parets o per arreglar el que havia de ser el paviment interior. No es té constància de com era la tipologia de la coberta, tot i que es creu que era de fusta.

## Descripció

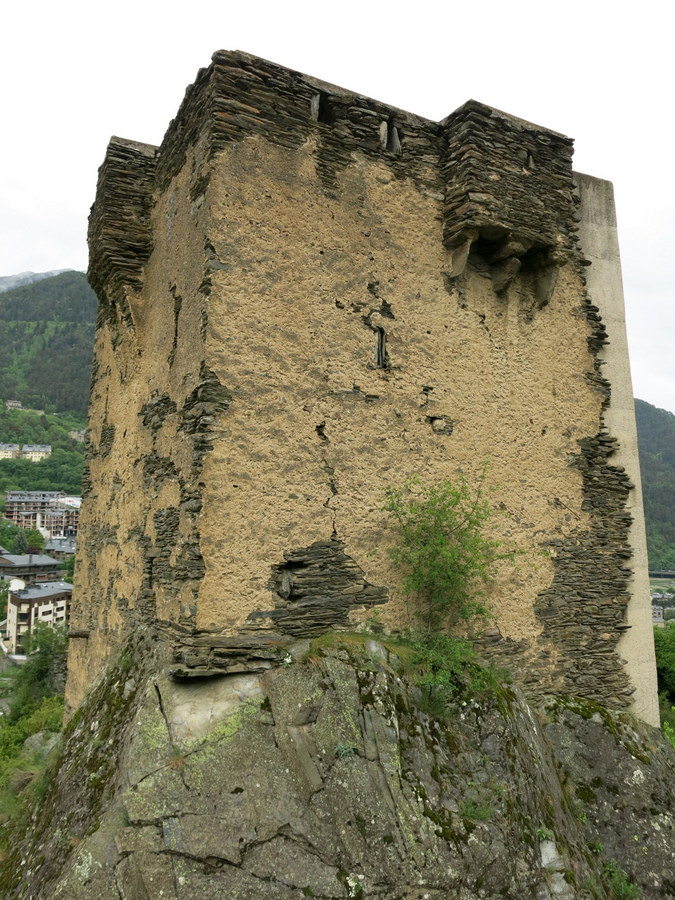
Castell de les Bons Dos matacans (juny 2018)

L’edifici mostra una planta quadrangular amb quatre pisos d’altura. La resta de l’estructura estava composta per un entrelligat de grans bigues de fusta, que probablement suportaven uns solers també del mateix material, igual que les escales entre els diferents nivells. Els murs són arrebossats a l’exterior amb morter de calç. També hi ha finestres d’espitllera i matacans als pisos superiors. A més, presenta dos finestres més o menys de forma quadrada al primer i el segon pis.
Pel que fa a la planta baixa, estava tallada a la roca, amb l’excepció de l’angle sud-oest, i pavimentada amb lloses de llicorella. Al primer pis hi ha les restes d’una aigüera tallada en un bloc de pedra calcària, refosa dins la paret.
Finalment, a la tercera i última planta es concentren els elements més característics d’aquest edifici defensiu:
- Renglera d’espitlleres, molt més nombroses que a la resta de plantes.
- Dos matacans que sobresurten de la paret, un d’ells doble, també amb espitlleres.
- Un altre cos volat, identificat com a comuna o desguàs.